# 虹の戦記イリス
『虹の戦記イリス』（にじのせんきイリス）は、1997年に韓国で放送された韓国製作のテレビアニメ。全26話。
日本では1998年10月2日から1999年3月26日までNHK衛星第2テレビジョンの衛星アニメ劇場において放送された。第13話の「奪われたイリス」は衛星アニメ劇場では放送されなかったが、AT-Xでの再放送の際に初めて放映されている。
原題（녹색전차 해모수）を直訳すると「緑色戦車ヘモス」（りょくしょくせんしゃヘモス）となる。ヘモスとは韓国の神話に登場する解慕漱のこと。
映像ソフト化はリリースされていない。

## ストーリー
7年も続いた世界大戦から10年後。復興しつつある近未来都市が舞台。主人公リックは祖父の作った戦車イリスに乗ってクリスタルを探す旅に出る。クリスタルは世界の環境を元に戻すレインボーシステムを起動させる為のものであり3ヶ月以内に5つのクリスタルを集めないとマグマによって地球が滅亡することを告げられる…。

## スタッフ
- 原作：金宰煥
- 監督：李學斌、金周仁
- 美術監督：朴孝植、金在權
- 作画監督：朴雪亭、金性完
- キャラクターデザイン：金周仁
- プロデューサー：閔泳文、黄貞烈、金承煜
- 製作：KBS、金剛企画、大元動画
- © 1997 JAE HWAN KIM/KBS, DIAMOND AD-DAIWON ANIMATION

### 日本語版スタッフ
- 日本語版脚本：永田悦雄
- 録音演出：西名武
- 録音技術：平野延平、廣岡信貴
- 音響制作：HALF H・P STUDIO
- 音響制作担当：市山貴士
- 日本語版プロデューサー：北澤幸子
- 配給：エノキフイルム

## 主題歌
- OP「リックのテーマ」（作詞：ミン・ヨンムン　作曲：ユン・ヨン　歌：GIRL）
- ED「平和のテーマ 」（作曲：チェ・チェシク）

日本版
- OP「LOOKIN' FOR THE RAINBOW」（作詞：石川雅敏　作曲：福山芳樹　編曲：HUMMING BIRD、和田春彦　歌：HUMMING BIRD）
- ED「あの河を超えて」（作詞：桜井葉蔵　作曲・歌：遠藤正明　編曲：矢野立美）

## キャラクター（声の出演）
リック・ヘリング（声：緑川光／韓国：イ・ヒャンスク）
主人公。ドクター・ヘリングの孫。祖父の忘れ形見のイリスに乗ってクリスタルを探す旅に出る。
ファラァ（韓国：ボラ）（声：豊口めぐみ／韓国：キム・スギョン）
ヒロイン格。リックの仲間。実はアビスの孫娘。
ソロン（韓国：グッポ）（声：園部啓一／韓国：ソル・ヨンボム）
アンドロイド。ヘリングに造られた。リックの親代わり。
ロッド（声：かないみか／韓国：ハン・インスク）
リックの弟分。
シェラザード（韓国：メリー・ハンター）（声：兵藤まこ／韓国：チェ・ムンジャ）
金髪の女賞金稼ぎ。正体は先の大戦時に作られた改造人間。リックたちの味方だと思われたが、実はアビスとも通じていた。
ドクター・アビス（韓国：ドクター・チャコ）（声：堀勝之祐／韓国：カン・グハン）
かつてはリックの祖父･ヘリングの同志だったが裏切って悪の道に走る。
パロ（韓国：ネロ）（声：関俊彦／韓国：イ・ギュファ）
ドクター･アビスの腹心の部下。
ドクター・ヘリング（声：宇垣秀成／韓国：ジャン・ジョンジン）
リックの祖父。同志だったアビスに殺される。その遺志はソロンを通じて孫のリックに受け継がれることとなる。

## ロボット･メカ
- イリス（朝鮮語版ではヘモス）
- バトロクロス（朝鮮語版では「パトロン」）
- ワルキュリエ
- ソロン

## 放映リスト
| 話数          | サブタイトル                                       | 放送日（ 韓国） | 放送日（ 日本） |
| ------------- | -------------------------------------------------- | --------------- | --------------- |
| 1             | 旅立ちのイリス （운명의 만남）                     | 1997年12月12日  | 1998年10月2日   |
| 2             | ファラァとシェラザード （신비의 여자）             | 1997年12月19日  | 1998年10月9日   |
| 3             | クリスタルの行方 （썬크리스탈의 출현）             | 1997年12月26日  | 1998年10月16日  |
| 4             | 都市306からの脱出 （탈출! 306자유도시）            | 1998年1月9日    | 1998年10月23日  |
| 5             | 記憶の中の風景 （가자, 불아이 산으로!）            | 1998年1月16日   | 1998年10月30日  |
| 6             | 託された運命 （장난감의 비밀）                     | 1998年1月23日   | 1998年11月6日   |
| 7             | ファラァの秘密 （대결! 뭉트와 카론）               | 1998年1月30日   | 1998年11月13日  |
| 8             | 機械人形の街（前編） （공포의 로봇도시）           | 1998年2月6日    | 1998年11月20日  |
| 9             | 機械人形の街（後編） （괴물로봇의 정체）           | 1998年2月13日   | 1998年11月27日  |
| 10            | 白く閉ざされた街 （열대의 얼음도시）               | 1998年2月20日   | 1998年12月4日   |
| 11            | 立ち上がるパトロクロス （패트론의 탄생）           | 1998年2月27日   | 1998年12月11日  |
| 12            | 新たなる誓い （패트론의 위기）                     | 1998年3月6日    | 1998年12月18日  |
| 13            | 奪われたイリス （보라의 슬픔）                     | 1998年3月13日   |                 |
| 14            | 湖の幻影（前編） （귀곡산장의 악몽）               | 1998年3月20日   | 1998年12月25日  |
| 15            | 湖の幻影（後編） （투명 로봇과의 대결）            | 1998年3月27日   | 1999年1月8日    |
| 16            | 忘れられた遊園地 （위험한 놀이동산）               | 1998年4月3日    | 1999年1月15日   |
| 17            | 楽園へのチケット（前編） （화산도시의 공룡로봇）   | 1998年4月10日   | 1999年1月22日   |
| 18            | 楽園へのチケット（後編） （불타는 도시）           | 1998年4月17日   | 1999年1月29日   |
| 19            | 秘められたメッセージ （사타니 크리스탈의 비밀）    | 1998年4月24日   | 1999年2月5日    |
| 20            | ラストクリスタル攻防戦（前編） （쌍둥이 도시）     | 1998年5月1日    | 1999年2月12日   |
| 21            | ラストクリスタル攻防戦（後編） （피라미드의 신비） | 1998年5月8日    | 1999年2月19日   |
| 22            | 突入!ブルアイ山 （아! 불아이 산이여）              | 1998年5月15日   | 1999年2月26日   |
| 23            | 裏切りのシェラザード （메리 헌터의 배신）          | 1998年5月22日   | 1999年3月5日    |
| 24            | 仮面をぬぐパロ （챠코박사의 최후）                 | 1998年5月29日   | 1999年3月12日   |
| 25            | 別れのカウントダウン （최후의 결전）               | 1998年6月5日    | 1999年3月19日   |
| 26 （最終回） | 地球に虹の架かる日 （생명의 별）                   | 1998年6月12日   | 1999年3月26日   |